# Gran Premio motociclistico di Catalogna 2016
Il Gran Premio motociclistico di Catalogna 2016 è stato la settima prova del motomondiale del 2016 e si è disputato il 5 giugno sul circuito di Catalogna.
Le vittorie sono andate a Jorge Navarro in Moto3, a Johann Zarco in Moto2 e a Valentino Rossi in MotoGP.
Durante le prove libere del venerdì, un grave incidente ha coinvolto il pilota di Moto2 Luis Salom che è deceduto a causa dei gravi traumi subiti nella caduta e nell'urto contro le protezioni. In conseguenza di questo fatto, è stato deciso di modificare il tracciato della corsa, portando anche le motociclette a gareggiare sulla configurazione del tracciato fino a quel momento riservato alla Formula 1 e accorciato a 4.655 metri dai 4.727 metri precedenti.

## MotoGP
Seconda vittoria della stagione per Valentino Rossi dopo un duello con Marc Márquez giunto alle sue spalle; sul terzo gradino del podio l'altro spagnolo Dani Pedrosa.
Visto che il capoclassifica provvisorio, lo spagnolo Jorge Lorenzo si è ritirato dopo un incidente con Andrea Iannone (quest'ultimo verrà in seguito penalizzato e obbligato a partire dall'ultima posizione in griglia nel GP successivo), c'è stato un cambio al vertice con Márquez che ora sopravanza Lorenzo di 10 punti e Rossi di 22 punti.

### Arrivati al traguardo
| Pos. | Nº | Pilota           | Squadra                       | Motocicletta       | Tempo     | Griglia | Punti |
| ---- | -- | ---------------- | ----------------------------- | ------------------ | --------- | ------- | ----- |
| 1º   | 46 | Valentino Rossi  | Movistar Yamaha               | Yamaha YZR-M1      | 44'37.589 | 5       | 25    |
| 2º   | 93 | Marc Márquez     | Repsol Honda                  | Honda RC213V       | +2,652    | 1       | 20    |
| 3º   | 26 | Dani Pedrosa     | Repsol Honda                  | Honda RC213V       | +6,313    | 3       | 16    |
| 4º   | 25 | Maverick Viñales | Suzuki Ecstar                 | Suzuki GSX-RR      | +24,388   | 6       | 13    |
| 5º   | 44 | Pol Espargaró    | Monster Yamaha Tech 3         | Yamaha YZR-M1      | +29,546   | 12      | 11    |
| 6º   | 35 | Cal Crutchlow    | LCR Honda                     | Honda RC213V       | +36,244   | 7       | 10    |
| 7º   | 4  | Andrea Dovizioso | Ducati Team                   | Ducati Desmosedici | +41,464   | 10      | 9     |
| 8º   | 19 | Álvaro Bautista  | Aprilia Racing Team Gresini   | Aprilia RS-GP      | +42,975   | 21      | 8     |
| 9º   | 9  | Danilo Petrucci  | Octo Pramac Yakhnich          | Ducati Desmosedici | +45,337   | 9       | 7     |
| 10º  | 43 | Jack Miller      | Estrella Galicia 0,0 Marc VDS | Honda RC213V       | +49,514   | 19      | 6     |
| 11º  | 8  | Héctor Barberá   | Avintia Racing                | Ducati Desmosedici | +46,669   | 4       | 5     |
| 12º  | 6  | Stefan Bradl     | Aprilia Racing Team Gresini   | Aprilia RS-GP      | +55,133   | 18      | 4     |
| 13º  | 50 | Eugene Laverty   | Aspar Team                    | Ducati Desmosedici | +57,974   | 17      | 3     |
| 14º  | 53 | Esteve Rabat     | Estrella Galicia 0,0 Marc VDS | Honda RC213V       | +1'00.141 | 20      | 2     |
| 15º  | 51 | Michele Pirro    | Avintia Racing                | Ducati Desmosedici | +1'00.429 | 15      | 1     |
| 16º  | 45 | Scott Redding    | Octo Pramac Yakhnich          | Ducati Desmosedici | +1'16.269 | 11      |       |
| 17º  | 68 | Yonny Hernández  | Aspar Team                    | Ducati Desmosedici | +1 giro   | 16      |       |

### Ritirati
| Nº | Pilota          | Squadra               | Motocicletta       | Giri | Griglia |
| -- | --------------- | --------------------- | ------------------ | ---- | ------- |
| 41 | Aleix Espargaró | Suzuki Ecstar         | Suzuki GSX-RR      | 7    | 13      |
| 99 | Jorge Lorenzo   | Movistar Yamaha       | Yamaha YZR-M1      | 9    | 2       |
| 29 | Andrea Iannone  | Ducati Team           | Ducati Desmosedici | 9    | 8       |
| 38 | Bradley Smith   | Monster Yamaha Tech 3 | Yamaha YZR-M1      | 19   | 14      |

## Moto2
Il francese Johann Zarco ottiene il suo secondo successo consecutivo, terzo della stagione, partendo dalla pole position, ottenendo il giro più veloce e precedendo sul traguardo lo spagnolo Álex Rins e il giapponese Takaaki Nakagami.
La classifica provvisoria del campionato vede ora Rins precedere il britannico Sam Lowes di 8 punti e Zarco di 10.

### Arrivati al traguardo
| Pos. | Nº | Pilota              | Squadra                       | Motocicletta       | Tempo     | Griglia | Punti |
| ---- | -- | ------------------- | ----------------------------- | ------------------ | --------- | ------- | ----- |
| 1º   | 5  | Johann Zarco        | Ajo Motorsport                | Kalex Moto2        | 42'31.347 | 1       | 25    |
| 2º   | 40 | Álex Rins           | Paginas Amarillas HP 40       | Kalex Moto2        | +4,18     | 2       | 20    |
| 3º   | 30 | Takaaki Nakagami    | Idemitsu Honda Team Asia      | Kalex Moto2        | +9,313    | 4       | 16    |
| 4º   | 55 | Hafizh Syahrin      | Petronas Raceline Malaysia    | Kalex Moto2        | +10,777   | 13      | 13    |
| 5º   | 12 | Thomas Lüthi        | Garage Plus Interwetten       | Kalex Moto2        | +10,961   | 3       | 11    |
| 6º   | 22 | Sam Lowes           | Federal Oil Gresini           | Kalex Moto2        | +13       | 5       | 10    |
| 7º   | 94 | Jonas Folger        | Dynavolt Intact GP            | Kalex Moto2        | +17,046   | 12      | 9     |
| 8º   | 44 | Miguel Oliveira     | Leopard Racing                | Kalex Moto2        | +20,637   | 15      | 8     |
| 9º   | 49 | Axel Pons           | AGR Team                      | Kalex Moto2        | +20,646   | 6       | 7     |
| 10º  | 23 | Marcel Schrötter    | AGR Team                      | Kalex Moto2        | +23,163   | 9       | 6     |
| 11º  | 21 | Franco Morbidelli   | Estrella Galicia 0,0 Marc VDS | Kalex Moto2        | +28,145   | 18      | 5     |
| 12º  | 54 | Mattia Pasini       | Italtrans Racing              | Kalex Moto2        | +28,348   | 19      | 4     |
| 13º  | 60 | Julián Simón        | QMMF Racing                   | Speed Up SF16      | +34,482   | 17      | 3     |
| 14º  | 7  | Lorenzo Baldassarri | Forward Racing                | Kalex Moto2        | +37,567   | 8       | 2     |
| 15º  | 87 | Remy Gardner        | Tasca Racing                  | Kalex Moto2        | +42,998   | 24      | 1     |
| 16º  | 32 | Isaac Viñales       | Tech 3 Racing                 | Tech 3 Mistral 610 | +44,632   | 27      |       |
| 17º  | 57 | Edgar Pons          | Paginas Amarillas HP 40       | Kalex Moto2        | +48,536   | 25      |       |
| 18º  | 73 | Álex Márquez        | Estrella Galicia 0,0 Marc VDS | Kalex Moto2        | +51,046   | 7       |       |
| 19º  | 93 | Ramdan Rosli        | Petronas AHM Malaysia         | Kalex Moto2        | +1'22.466 | 28      |       |
| 20º  | 97 | Xavi Vierge         | Tech 3 Racing                 | Tech 3 Mistral 610 | +1'25.462 | 22      |       |
| 21º  | 70 | Robin Mulhauser     | CarXpert Interwetten          | Kalex Moto2        | +1 giro   | 26      |       |

### Ritirati
| Nº | Pilota              | Squadra                  | Motocicletta  | Giri | Griglia |
| -- | ------------------- | ------------------------ | ------------- | ---- | ------- |
| 14 | Ratthapark Wilairot | Idemitsu Honda Team Asia | Kalex Moto2   | 8    | 23      |
| 77 | Dominique Aegerter  | CarXpert Interwetten     | Kalex Moto2   | 9    | 14      |
| 10 | Luca Marini         | Forward Racing           | Kalex Moto2   | 9    | 20      |
| 52 | Danny Kent          | Leopard Racing           | Kalex Moto2   | 13   | 21      |
| 11 | Sandro Cortese      | Dynavolt Intact GP       | Kalex Moto2   | 18   | 10      |
| 24 | Simone Corsi        | Speed Up Racing          | Speed Up SF16 | 21   | 11      |
| 19 | Xavier Siméon       | QMMF Racing              | Speed Up SF16 | 22   | 16      |

## Moto3
Prima vittoria in carriera nel motomondiale per il pilota spagnolo Jorge Navarro che ha preceduto il capo-classifica provvisorio del campionato, il sudafricano Brad Binder e l'italiano Enea Bastianini.
In classifica il vantaggio di Binder su Navarro si è leggermente ridotto e ora è di 44 punti.

### Arrivati al traguardo
| Pos. | Nº | Pilota                | Squadra                  | Motocicletta   | Tempo     | Griglia | Punti |
| ---- | -- | --------------------- | ------------------------ | -------------- | --------- | ------- | ----- |
| 1º   | 9  | Jorge Navarro         | Estrella Galicia 0,0     | Honda NSF250R  | 42'18.228 | 3       | 25    |
| 2º   | 41 | Brad Binder           | Red Bull KTM Ajo         | KTM RC 250 GP  | +0,564    | 1       | 20    |
| 3º   | 33 | Enea Bastianini       | Gresini Racing           | Honda NSF250R  | +0,817    | 5       | 16    |
| 4º   | 5  | Romano Fenati         | SKY Racing Team VR46     | KTM RC 250 GP  | +0,925    | 10      | 13    |
| 5º   | 8  | Nicolò Bulega         | SKY Racing Team VR46     | KTM RC 250 GP  | +1,531    | 4       | 11    |
| 6º   | 44 | Arón Canet            | Estrella Galicia 0,0     | Honda NSF250R  | +1,581    | 9       | 10    |
| 7º   | 20 | Fabio Quartararo      | Leopard Racing           | KTM RC 250 GP  | +13,605   | 12      | 9     |
| 8º   | 36 | Joan Mir              | Leopard Racing           | KTM RC 250 GP  | +13,672   | 17      | 8     |
| 9º   | 4  | Fabio Di Giannantonio | Gresini Racing           | Honda NSF250R  | +13,753   | 18      | 7     |
| 10º  | 84 | Jakub Kornfeil        | Drive M7 SIC Racing      | Honda NSF250R  | +14,814   | 15      | 6     |
| 11º  | 64 | Bo Bendsneyder        | Red Bull KTM Ajo         | KTM RC 250 GP  | +14,84    | 13      | 5     |
| 12º  | 40 | Darryn Binder         | Platinum Bay Real Estate | Mahindra MGP3O | +29,86    | 30      | 4     |
| 13º  | 58 | Juanfran Guevara      | RBA Racing               | KTM RC 250 GP  | +32,006   | 21      | 3     |
| 14º  | 24 | Tatsuki Suzuki        | CIP-Unicom Starker       | Mahindra MGP3O | +33,305   | 24      | 2     |
| 15º  | 17 | John McPhee           | Peugeot MC Saxoprint     | Peugeot MGP3O  | +33,766   | 26      | 1     |
| 16º  | 11 | Livio Loi             | RW Racing GP BV          | Honda NSF250R  | +34,986   | 20      |       |
| 17º  | 65 | Philipp Öttl          | Schedl GP Racing         | KTM RC 250 GP  | +36,384   | 28      |       |
| 18º  | 16 | Andrea Migno          | SKY Racing Team VR46     | KTM RC 250 GP  | +41,731   | 14      |       |
| 19º  | 55 | Andrea Locatelli      | Leopard Racing           | KTM RC 250 GP  | +42,985   | 23      |       |
| 20º  | 23 | Niccolò Antonelli     | Ongetta-Rivacold         | Honda NSF250R  | +59,035   | 2       |       |
| 21º  | 3  | Fabio Spiranelli      | CIP-Unicom Starker       | Mahindra MGP3O | +1'29.713 | 35      |       |
| 22º  | 77 | Lorenzo Petrarca      | 3570 Team Italia         | Mahindra MGP3O | +1'30.640 | 34      |       |

### Ritirati
| Nº | Pilota             | Squadra                    | Motocicletta   | Giri | Griglia |
| -- | ------------------ | -------------------------- | -------------- | ---- | ------- |
| 98 | Karel Hanika       | Platinum Bay Real Estate   | Mahindra MGP3O | 1    | 31      |
| 37 | Davide Pizzoli     | Procercasa - 42 Motorsport | KTM RC 250 GP  | 1    | 29      |
| 19 | Gabriel Rodrigo    | RBA Racing                 | KTM RC 250 GP  | 2    | 19      |
| 89 | Khairul Idham Pawi | Honda Team Asia            | Honda NSF250R  | 3    | 6       |
| 88 | Jorge Martín       | Aspar Mahindra             | Mahindra MGP3O | 6    | 22      |
| 12 | Albert Arenas      | MRW Mahindra Aspar         | Mahindra MGP3O | 9    | 16      |
| 21 | Francesco Bagnaia  | Aspar Mahindra             | Mahindra MGP3O | 17   | 7       |
| 7  | Adam Norrodin      | Drive M7 SIC Racing        | Honda NSF250R  | 17   | 25      |
| 76 | Hiroki Ono         | Honda Team Asia            | Honda NSF250R  | 19   | 11      |
| 95 | Jules Danilo       | Ongetta-Rivacold           | Honda NSF250R  | 19   | 8       |
| 6  | María Herrera      | MH6 Team                   | KTM RC 250 GP  | 20   | 27      |
| 43 | Stefano Valtulini  | 3570 Team Italia           | Mahindra MGP3O | 20   | 32      |
| 10 | Alexis Masbou      | Peugeot MC Saxoprint       | Peugeot MGP3O  | 0    | 33      |